# Barthélemy Jarnet
Pour les articles homonymes, voir Jarnet.
Barthélemy Jarnet est un auteur dramatique né à Paris le 28 août 1801 et mort à L'Isle-Adam le 30 décembre 1862.

## Biographie
Régisseur du Théâtre Montmartre (1836), ses pièces ont été représentées au Théâtre du Vaudeville, au Théâtre des Délassements-Comiques et au Théâtre de la Gaîté.

## Œuvres
- Les Cuisiniers diplomates, vaudeville en 1 acte, avec Edmond Rochefort et Michel Masson, 1828
- Le Brutal, vaudeville en 1 acte, avec Masson et Armand d'Artois, 1829
- La Gueule de Lion, comédie en 1 acte, avec Léon-Lévy Brunswick, 1834
- Catherine 3/6, vaudeville en trois actes, parodie de La Reine Margot d'Alexandre Dumas, avec Salvat et Auguste Jouhaud, 1847